# Papierindustrie

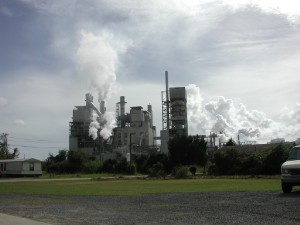
Een papierfabriek in Zuid-Carolina, Verenigde Staten

De papierindustrie is de industrietak die zich bezighoudt met de productie van papier en karton. De 100 grootste bedrijven die actief zijn in deze sector realiseren een omzet van zo'n 350 miljard dollar per jaar.

## Geschiedenis
Het papier heeft een lange geschiedenis, die onder het lemma papier wordt uiteengezet. Voorlopers waren het papyrus (schrift) en het perkament.
De papierindustrie in Europa ontstond in de 11e eeuw, toen de kunst van het papiermaken via de Moren in Spanje werd geïntroduceerd. Toen de boekdrukkunst was uitgevonden. Aanvankelijk werd papier gemaakt uit hennep, die later als grondstof werd verdreven door lompen en hout.
In Nederland vond de papierproductie eeuwenlang plaats door de papiermolens: de watermolens op de Veluwe en later de windmolens in de Zaanstreek.
In de 19e eeuw maakte de opkomst van de couranten een veel goedkopere papierproductie noodzakelijk. Daarvoor werden bomen aangevoerd uit Scandinavië. De houtpulp werd door stoommachines en later door oliegestookte of elektrische machines bewerkt tot krantenpapier.

## Locatie
De industrietak wordt wereldwijd gedomineerd door landen die traditioneel in het bezit zijn van veel grondstoffen (bossen). Het betreft hier in Noord-Europa vooral Zweden en Finland, in Amerika de VS en Canada en Zuidoost-Aziatische landen zoals Japan. Ook Australazië (hoofdzakelijk Indonesië) en in Latijns-Amerika hebben belangrijke papierindustrie. Rusland en China zijn opkomende landen in de nabije toekomst.
Ook in Nederland en België zijn diverse papier- en kartonfabrieken gevestigd.

## Grootste ondernemingen
De grootste ondernemingen wereldwijd op het gebied van papier en verpakking zijn:
| Rang (2012) | Bedrijf                              | Land                | omzet (2008) | Nettoresultaat (2008) | omzet (2012) | Nettoresultaat (2012) |
| ----------- | ------------------------------------ | ------------------- | ------------ | --------------------- | ------------ | --------------------- |
| 1           | International Paper                  | Verenigde Staten    | 24.829       | -/- 1.282             | 27.833       | 799                   |
| 2           | Kimberly-Clark                       | Verenigde Staten    | 19.415       | 1.690                 | 21.063       | 1.750                 |
| 3           | Oji Paper                            | Japan               | 12.788       | 114                   | 15.161       | 277                   |
| 4           | UPM-Kymmene                          | Finland             | 13.920       | -/-263                | 13.423       | -/- 1.613             |
| 5           | Stora Enso                           | Finland             | 16.227       | -/-991                | 13.398       | 631                   |
| 6           | Nippon Unipac                        | Japan               | 11.753       | 55                    | 13.030       | -/- 521               |
| 7           | Svenska Cellulosa Aktiebolaget (SCA) | Zweden              | 16.965       | 857                   | 12.619       | 732                   |
| 8           | Smurfit Kappa                        | Ierland             | 10.390       | -/-73                 | 9.432        | 320                   |
| 9           | Rock-Tenn                            | Verenigde Staten    | -            | -                     | 9.208        | 249                   |
| 10          | Mondi                                | Verenigd Koninkrijk | 9.466        | -/-310                | 7.468        | 314                   |
| 11          | Metsä Group                          | Finland             | 9.335        | -/-313                | 6.431        | 79                    |